# 상일미디어고등학교
상일미디어고등학교(上一미디어高等學校)는 대한민국 서울특별시 강동구 상일동에 위치한 사립 고등학교이다.

## 학교 연혁
- 1978년 4월 29일 : 학교법인 육하학원 설립 인가(초대 이사장 김종성 선생 취임)
- 1983년 12월 26일 : 상일고등학교 30학급 인가
- 1984년 2월 21일 : 초대 교장에 백기호 선생 취임
- 1984년 2월 : 본관 32개 교실 준공
- 1984년 3월 7일 : 상일고등학교 개교. 제1회 입학식
- 1985년 9월 : 별관 36개 교실 준공
- 1987년 2월 13일 : 제1회 졸업식(560명)
- 1987년 7월 4일 : 체육관 준공
- 1989년 1월 1일 : 삼일 고등학교로 개명
- 1991년 8월 7일 : 삼일 공업고등학교로 개편 인가
- 1992년 3월 2일 : 삼일 공업고등학교 개교
- 1997년 10월 1일 : 연구실습관 12개실 준공
- 2005년 4월 16일 : 제2대 이사장 김영식 선생 취임
- 2008년 8월 25일 : 특성화 학과 지정(만화영상미디어과)
- 2009년 9월 1일 : 상일미디어고등학교로 교명변경
- 2011년 8월 8일 : 교육청지원형 특성화고 선정
- 2012년 8월 17일 : 학과명 개편(스마트소프트웨어과, 스마트정보통신과, 디지털미디어디자인과, 디지털만화영상과, 바이오푸드과)
- 2023년 1월 6일 : 제37회 졸업생 235명 배출(총 졸업인원 17,629명)
- 2023년 3월 1일 : 제10대 교장 조인호 선생 취임
- 2023년 3월 2일 : 제40회 입학식(212명 입학)

## 설치 학과
- 인공지능 소프트웨어과
- 사물인터넷과
- 디지털미디어디자인과
- 디지털만화영상과
- 바이오푸드과

## 참고 자료
- 상일미디어고등학교 - 한국교육학술정보원 학교알리미